# Federico Crivelli
Federico Javier Crivelli (ur. 28 stycznia 1982 w Adrogué) – argentyński piłkarz występujący na pozycji bramkarza, obecnie zawodnik meksykańskiego Chiapas.

## Kariera klubowa
Crivelli pochodzi z niewielkiej miejscowości José Mármol w aglomeracji stołecznego Buenos Aires i treningi piłkarskie rozpoczynał jako sześciolatek w tamtejszej juniorskiej drużynie Club El Fogón, gdzie występował w jednej kategorii wiekowej z przyszłymi ligowymi zawodnikami – Agustínem Pelletierim i Leonelem Ríosem. W późniejszym czasie przeniósł się do ekipy Club Atlético Brown, gdzie przeszedł przez wszystkie szczeble wiekowe w tamtejszej szkółce młodzieżowej. W wieku siedemnastu lat przeniósł się do krajowego giganta – stołecznego Club Atlético Boca Juniors, lecz nie potrafił się przebić do pierwszej drużyny i występował w najlepszym wypadku w rezerwach. Ogółem barwy Boca Juniors reprezentował przez trzy lata, jednak pozostając bez szans na grę, swoją seniorską karierę rozpoczął ostatecznie w trzecioligowym Club Atlético Temperley.
Crivelli zadebiutował w Temperley w listopadzie 2002 w spotkaniu z Brown (3:1) w rozgrywkach Primera B Metropolitana (trzy tygodnie wcześniej, siedząc na ławce rezerwowych, podczas jednego z ligowych meczów został ukarany czerwoną kartką). Przez pierwsze dwa lata pełnił jednak głównie rolę rezerwowego golkipera, zaś w kwietniu 2005 zerwał więzadła krzyżowe w kolanie, wskutek czego musiał pauzować przez niemal półtora roku. Po odbyciu rekonwalescencji został podstawowym bramkarzem i czołowym graczem Temperley, przez kolejne cztery lata bezskutecznie walcząc z nim o awans na zaplecze najwyższej klasy rozgrywkowej. W sezonie 2009/2010 ponadto trzykrotnie wpisał się na listę strzelców – w ligowych meczach z Acassuso (1:0), Atlantą (2:0) oraz Villa San Carlos (3:1).
Latem 2010 Crivelli został wypożyczony do innego trzecioligowca – klubu Talleres de Córdoba, gdzie spędził rok jako pierwszy bramkarz, nie odnosząc jednak większych sukcesów. Bezpośrednio po tym udał się na roczne wypożyczenie po raz kolejny, tym razem do drugoligowej Gimnasii y Esgrimy de Jujuy, w której barwach, mimo regularnej gry, również plasował się w środku tabeli. Po powrocie do Temperley, na koniec sezonu 2013/2014, awansował z nim do drugiej ligi. Tam spędził zaledwie pół roku, gdyż w sezonie 2014 z trzeciego miejsca zespół prowadzony przez Ricardo Rezzę uzyskał promocję na najwyższy szczebel ligowy (po dwudziestu siedmiu latach przerwy). W argentyńskiej Primera División zawodnik zadebiutował 14 lutego 2015 w wygranym 1:0 spotkaniu z Banfield, szybko zostając wyróżniającym się golkiperem rozgrywek. Łącznie graczem Temperley pozostawał przez dwanaście lat – jest uznawany za legendę i symbol klubu, pozostaje również rekordzistą pod względem występów (299 meczów we wszystkich rozgrywkach).
W lipcu 2016 Crivelli na zasadzie wypożyczenia dołączył do meksykańskiego zespołu Chiapas FC z siedzibą w Tuxtla Gutiérrez.
| Sezon     | Klub                        | Kraj      | Rozgrywki               | Mecze | Bramki |
| --------- | --------------------------- | --------- | ----------------------- | ----- | ------ |
| 2002/2003 | CA Temperley                | Argentyna | Primera B Metropolitana | 6     | 0      |
| 2003/2004 | CA Temperley                | Argentyna | Primera B Metropolitana | 0     | 0      |
| 2004/2005 | CA Temperley                | Argentyna | Primera B Metropolitana | 3     | 0      |
| 2005/2006 | CA Temperley                | Argentyna | Primera B Metropolitana | 0     | 0      |
| 2006/2007 | CA Temperley                | Argentyna | Primera B Metropolitana | 33    | 0      |
| 2007/2008 | CA Temperley                | Argentyna | Primera B Metropolitana | 33    | 0      |
| 2008/2009 | CA Temperley                | Argentyna | Primera B Metropolitana | 39    | 0      |
| 2009/2010 | CA Temperley                | Argentyna | Primera B Metropolitana | 38    | 3      |
| 2010/2011 | Talleres de Córdoba         | Argentyna | Torneo Argentino A      | 35    | 0      |
| 2011/2012 | Gimnasia y Esgrima de Jujuy | Argentyna | Primera B Nacional      | 17    | 0      |
| 2012/2013 | CA Temperley                | Argentyna | Primera B Metropolitana | 38    | 0      |
| 2013/2014 | CA Temperley                | Argentyna | Primera B Metropolitana | 39    | 0      |
| 2014      | CA Temperley                | Argentyna | Primera B Nacional      | 20    | 0      |
| 2015      | CA Temperley                | Argentyna | Primera División        | 30    | 0      |
| 2016      | CA Temperley                | Argentyna | Primera División        | 16    | 0      |
| 2016/2017 | Chiapas FC                  | Meksyk    | Liga MX                 |       |        |